# Lista de primeiras-damas do estado de Alagoas
Esta é a lista que reúne as primeiras-damas do estado de Alagoas.
O termo é usado pela esposa do governador de Alagoas quando este está exercendo os plenos direitos do cargo. Em uma ocasião especial, o título pode ser aplicado a mulheres que não são esposas, quando o governador é solteiro ou viúvo. A atual primeira-dama é Júlia Britto, esposa do 65.º governador alagoano Paulo Dantas.
| Nº                               | Nome                                               | Imagem                           | Início do mandato       | Fim do mandato          | Governador(a) | Notas e Referências |
| -------------------------------- | -------------------------------------------------- | -------------------------------- | ----------------------- | ----------------------- | --- | ------------------- |
| Vago; governo provisório.        | Vago; governo provisório.                          | Vago; governo provisório.        | 18 de novembro de 1889  | 21 de novembro de 1889  | Aureliano Augusto de Azevedo Pedra Manuel Ribeiro Barretos de Meneses Ricardo Brenand Monteiro                           |                     |
| 1                                | Constança Carolina Duarte                          |                                  | 21 de novembro de 1889  | 2 de dezembro de 1889   | Tibúrcio Valério de Araújo                                                                                               |                     |
| 2                                | Francisca da Fonseca                               |                                  | 2 de dezembro de 1889   | 25 de outubro de 1890   | Pedro Paulino da Fonseca                                                                                                 |                     |
| 3                                | Joana Calheiros de Mello                           |                                  | 25 de outubro de 1889   | 18 de dezembro de 1889  | Roberto Calheiros de Mello                                                                                               |                     |
| 4                                | Constança Jacintha Lopes de Góes                   |                                  | 18 de dezembro de 1890  | 12 de junho de 1891     | Araújo Góis |                     |
| 5                                | Francisca da Fonseca                               |                                  | 12 de junho de 1891     | 16 de junho de 1891     | Pedro Paulino da Fonseca                                                                                                 |                     |
| 6                                | Constança Jacintha Lopes de Góes                   |                                  | 16 de junho de 1891     | 23 de novembro de 1891  | Araújo Góis |                     |
| Vago; governo provisório.        | Vago; governo provisório.                          | Vago; governo provisório.        | 23 de novembro de 1891  | 28 de novembro de 1891  | José Correia Teles Manuel Ribeiro Barreto de Meneses Jacinto de Assunção Pais de Mendonça Carlos Jorge Calheiros de Lima |                     |
| 7                                | Antônia Gomes Ribeiro baronesa de Traipú           |                                  | 28 de novembro de 1891  | 24 de março de 1892     | Manuel Gomes Ribeiro 1º barão de Traipú                                                                                  |                     |
| 8                                | Cassiana de Azambuja Besouro                       |                                  | 24 de março de 1892     | 16 de julho de 1894     | Gabino Besouro |                     |
| Vago; governo provisório.        | Vago; governo provisório.                          | Vago; governo provisório.        | 16 de julho de 1894     | 17 de julho de 1894     | Manuel Sampaio Marques José Tavares da Costa Miguel Soares Palmeira                                                      |                     |
| 9                                | Maria Herminia Leite e Oiticica                    |                                  | 17 de julho de 1894     | 17 de outubro de 1894   | Tibúrcio Valeriano da Rocha Lins                                                                                         |                     |
| 10                               | Antônia Gomes Ribeiro baronesa de Traipú           |                                  | 17 de outubro de 1894   | 16 de julho de 1895     | Manuel Gomes Ribeiro 1º barão de Traipú                                                                                  |                     |
| 11                               | Anna de Albuquerque Peixoto                        |                                  | 16 de julho de 1895     | 12 de junho de 1897     | José Vieira Peixoto |                     |
| 12                               | Carolina Duarte                                    |                                  | 12 de junho de 1897     | 17 de junho de 1899     | Manuel José Duarte |                     |
| 13                               | Thereza Francisca da Silva Pacheco                 |                                  | 17 de junho de 1899     | 12 de junho de 1900     | Francisco Manuel dos Santos Pacheco                                                                                      | [ 1 ]               |
| 14                               | Maria Gomes Malta                                  |                                  | 12 de junho de 1900     | 12 de junho de 1903     | Euclides Vieira Malta |                     |
| 15                               | Zelina Couto Malta                                 |                                  | 12 de junho de 1903     | 1º de novembro de 1905  | Vieira Malta |                     |
| não encontrado.                  | não encontrado.                                    | não encontrado.                  | 1º de novembro de 1905  | 12 de junho de 1906     | Antônio Máximo da Cunha Rego                                                                                             |                     |
| 16                               | Maria Gomes Malta                                  |                                  | 12 de junho de 1906     | 3 de março de 1909      | Euclides Vieira Malta |                     |
| 17                               | Joana Saraiva de Albuquerque baronesa de Parangaba |                                  | 3 de março de 1909      | 12 de junho de 1909     | José Miguel de Vasconcelos barão de Parangaba                                                                            |                     |
| 18                               | Maria Gomes Malta                                  |                                  | 12 de junho de 1909     | 13 de março de 1912     | Euclides Vieira Malta |                     |
| 19                               | Olimpia de Lemos Lessa                             |                                  | 13 de março de 1912     | 12 de junho de 1912     | Macário das Chagas Rocha Lessa                                                                                           |                     |
| 20                               | Francelina Monteiro de Barros                      |                                  | 12 de junho de 1912     | 12 de junho de 1915     | Clodoaldo da Fonseca |                     |
| Vago; o governador era solteiro. | Vago; o governador era solteiro.                   | Vago; o governador era solteiro. | 12 de junho de 1915     | 12 de junho de 1918     | João Batista Accioli Júnior                                                                                              |                     |
| 21                               | Olympia Falcão Lima                                |                                  | 12 de junho de 1918     | 1º de março de 1921     | Fernandes Lima |                     |
| não encontrado.                  | não encontrado.                                    | não encontrado.                  | 1º de março de 1921     | 12 de junho de 1921     | Manuel Capitolino da Rocha Carvalho                                                                                      |                     |
| 22                               | Olympia Falcão Lima                                |                                  | 12 de junho de 1921     | 12 de junho de 1924     | Fernandes Lima |                     |
| 23                               | Alzira Costa Rego                                  |                                  | 12 de junho de 1924     | 7 de junho de 1928      | Costa Rego |                     |
| 24                               | Ascensa Batista da Silva                           |                                  | 7 de junho de 1928      | 12 de junho de 1928     | José Júlio Cansanção |                     |
| não encontrado.                  | não encontrado.                                    | não encontrado.                  | 12 de junho de 1928     | 10 de outubro de 1930   | Álvaro Correia Pais |                     |
| 25                               | Joanna Francisca de Medeiros                       |                                  | 10 de outubro de 1930   | 14 de outubro de 1930   | Pedro Reginaldo Teixeira                                                                                                 |                     |
| 26                               | Cândida de Medeiros Melro                          |                                  | 14 de outubro de 1930   | 9 de agosto de 1931     | Hermilo de Freitas Melro                                                                                                 |                     |
| 27                               | Rosarina de Mesquita Albuquerque                   |                                  | 9 de agosto de 1931     | 31 de outubro de 1931   | Luís de França Albuquerque                                                                                               |                     |
| 28                               | Benedita Jorge Correia Tinoco                      |                                  | 31 de outubro de 1931   | 25 de outubro de 1932   | Tasso de Oliveira Tinoco                                                                                                 |                     |
| 29                               | Rosarina de Mesquita Albuquerque                   |                                  | 25 de outubro de 1932   | 10 de janeiro de 1933   | Luís de França Albuquerque                                                                                               |                     |
| não encontrado.                  | não encontrado.                                    | não encontrado.                  | 10 de janeiro de 1933   | 2 de março de 1934      | Afonso de Carvalho |                     |
| 30                               | Erothildes de Araújo Azevedo                       |                                  | 2 de março de 1934      | 1º de maio de 1934      | Temístocles Vieira de Azevedo                                                                                            |                     |
| 31                               | Laura Dorville Farias                              |                                  | 1º de maio de 1934      | 26 de março de 1935     | Osman Loureiro |                     |
| 32                               | Sofia de Góis Monteiro                             |                                  | 26 de março de 1935     | 10 de maio de 1935      | Edgar de Góis Monteiro                                                                                                   |                     |
| 33                               | Branca de Figueiredo Carvalho                      |                                  | 10 de maio de 1935      | 27 de maio de 1935      | Benedito Augusto da Silva                                                                                                |                     |
| 34                               | Laura Dorville Farias                              |                                  | 27 de maio de 1935      | 31 de outubro de 1940   | Osman Loureiro |                     |
| não encontrado.                  | não encontrado.                                    | não encontrado.                  | 31 de outubro de 1940   | 19 de fevereiro de 1941 | José Maria Correia das Neves                                                                                             |                     |
| 35                               | Florinda de Góis Monteiro                          |                                  | 19 de fevereiro de 1941 | 10 de novembro de 1945  | Ismar de Góis Monteiro                                                                                                   |                     |
| 36                               | Sofia de Góis Monteiro                             |                                  | 10 de novembro de 1945  | 18 de dezembro de 1945  | Edgar de Góis Monteiro                                                                                                   |                     |
| 37                               | Maria Estela Guedes de Miranda                     |                                  | 19 de dezembro de 1945  | 29 de março de 1947     | Guedes de Miranda |                     |
| 38                               | Teresa Monteiro                                    |                                  | 29 de março de 1947     | 31 de janeiro de 1951   | Silvestre Péricles |                     |
| 39                               | Leda Collor                                        |                                  | 31 de janeiro de 1951   | 31 de janeiro de 1956   | Arnon de Mello |                     |
| 40                               | Alba Falcão                                        |                                  | 31 de janeiro de 1956   | 15 de setembro de 1957  | Sebastião Muniz Falcão                                                                                                   |                     |
| 41                               | Dolores Nabuco de Melo                             |                                  | 15 de setembro de 1957  | 24 de janeiro de 1958   | Sizenando Nabuco de Melo                                                                                                 |                     |
| 42                               | Alba Falcão                                        |                                  | 24 de janeiro de 1958   | 31 de janeiro de 1961   | Sebastião Muniz Falcão                                                                                                   |                     |
| 43                               | Mariontina Cavalcanti                              |                                  | 31 de janeiro de 1961   | 31 de janeiro de 1966   | Luís Cavalcanti |                     |
| 44                               | Nice Xavier de Sousa                               |                                  | 31 de janeiro de 1966   | 15 de agosto de 1966    | João José Batista Tubino                                                                                                 |                     |
| 45                               | Marina Braga Lamenha                               |                                  | 15 de agosto de 1966    | 15 de março de 1971     | Antônio Simeão de Lamenha Filho                                                                                          |                     |
| 46                               | Hélia Porto Lages                                  |                                  | 15 de março de 1971     | 15 de março de 1975     | Afrânio Lages |                     |
| 47                               | Luzia Suruagy                                      |                                  | 15 de março de 1975     | 14 de agosto de 1978    | Divaldo Suruagy |                     |
| não encontrado.                  | não encontrado.                                    | não encontrado.                  | 14 de agosto de 1978    | 14 de setembro de 1978  | Ernandes Lopes Dorvillé                                                                                                  |                     |
| 48                               | Talma Zloccowick de Mello                          |                                  | 14 de setembro de 1978  | 15 de março de 1979     | Geraldo Mello |                     |
| 49                               | Susana Palmeira                                    |                                  | 15 de março de 1979     | 15 de março de 1982     | Guilherme Palmeira | [ 2 ]               |
| 50                               | Tereza Barbosa                                     |                                  | 15 de março de 1982     | 15 de março de 1983     | Teobaldo Vasconcelos | [ 3 ]               |
| 51                               | Luzia Suruagy                                      |                                  | 15 de março de 1983     | 14 de maio de 1986      | Divaldo Suruagy |                     |
| 52                               | Liege Tavares                                      |                                  | 14 de maio de 1986      | 15 de março de 1987     | José de Medeiros Tavares                                                                                                 | [ 4 ]               |
| 53                               | Rosane Collor                                      |                                  | 15 de março de 1987     | 14 de maio de 1989      | Fernando Collor | [ 5 ]               |
| 54                               | Telma Andrade                                      |                                  | 14 de maio de 1989      | 15 de março de 1991     | Moacir Andrade |                     |
| 55                               | Denilma Bulhões                                    |                                  | 15 de março de 1991     | 1º de janeiro de 1995   | Geraldo Bulhões | [ 6 ]               |
| 56                               | Luzia Suruagy                                      |                                  | 1º de janeiro de 1995   | 17 de julho de 1997     | Divaldo Suruagy |                     |
| 57                               | Jane Lamenha Gomes de Barros                       |                                  | 17 de julho de 1997     | 1º de janeiro de 1999   | Manoel Gomes de Barros                                                                                                   | [ 7 ]               |
| 58                               | Gisele Maria Lessa                                 |                                  | 1º de janeiro de 1999   | 31 de março de 2006     | Ronaldo Lessa |                     |
| 59                               | Sandra Moraes Amaral de Sousa                      |                                  | 31 de março de 2006     | 1º de janeiro de 2007   | Luís Abílio | [ 8 ]               |
| 60                               | Cynthia Maria Sampaio Vilela                       |                                  | 1º de janeiro de 2007   | 1º de janeiro de 2015   | Teotônio Vilela Filho |                     |
| 61                               | Renata Calheiros                                   |                                  | 1º de janeiro de 2015   | 2 de abril de 2022      | Renan Filho | [ 9 ]               |
| Vago; governador interino.       | Vago; governador interino.                         | Vago; governador interino.       | 2 de abril de 2022      | 15 de maio de 2022      | Klever Loureiro |                     |
| 62                               | Marina Dantas                                      |                                  | 15 de maio de 2022      | 26 de junho de 2024     | Paulo Dantas | [ 10 ]              |
| Vago; governador divorciado.     | Vago; governador divorciado.                       | Vago; governador divorciado.     | 26 de junho de 2024     | 2 de maio de 2025       | Paulo Dantas | [ 11 ]              |
| 63                               | Júlia Britto                                       |                                  | 2 de maio de 2025       | até a atualidade        | Paulo Dantas | [ 12 ]              |